# (467008) 2016 CP107
(467008) 2016 CP107 es un asteroide perteneciente al cinturón de asteroides, descubierto el 28 de agosto de 2009 por el equipo del Spacewatch desde el Observatorio Nacional de Kitt Peak, Arizona, Estados Unidos.

## Designación y nombre
Designado provisionalmente como 2016 CP107.

## Características orbitales
2016 CP107 está situado a una distancia media del Sol de 2,690 ua, pudiendo alejarse hasta 2,971 ua y acercarse hasta 2,410 ua. Su excentricidad es 0,104 y la inclinación orbital 8,997 grados. Emplea 1612,28 días en completar una órbita alrededor del Sol.

## Características físicas
La magnitud absoluta de 2016 CP107 es 17.